# Flygnivå
Flygnivå (på flygspråket engelska; Flight Level, FL) är ett uttryck som används inom luftfarten för att ange ett flygplans tryckhöjd (beordrad eller rapporterad) eller för en vinduppgift på denna höjd i förhållande till ett specifikt referenstryck, som alltid är 1013,25 hPa (tillämpas i Europa), samma som 29,92 tum kvicksilver (tillämpas i USA). Detta referenstryck, som ställs in av piloten, är lufttryckets medelvärde vid havsnivån enligt internationella standardatmosfären, ISA. Flygnivåer anges som antalet hundra fot (1 fot = 0,3048 m). FL250 betyder exempelvis 25 000 fot (7 620 m) över referensnivån.

Jämförelse några olika system

Flygnivåer tillämpas endast vid flygning över en viss höjd, genomgångshöjden, eller transition altitude (TA) på engelska. Denna kan variera från stat till stat och från flygplats till flygplats, men är vanligen ett antal 1000 ft (minst 3000 ft) över marken, ända upp till 18000 ft. På vägen ner sker skiftet tillbaka vid en viss genomgångsnivå, transition level, TRL, som varierar på motsvarande sätt som genomgångshöjden. Under TA respektive TRL tillämpas QNH som tryckreferens, se Höjdmätare.
Flygning på flygnivåer som slutar på siffran 0 sker enligt instrumentflygreglerna, IFR. Flygning på flygnivåer som slutar på siffran 5 sker enligt visuella flygregler, VFR. Regeln är att VFR-flygning sker 500 fot ovanför IFR flygning i samma riktning. När andra siffran från höger är udda sägs flygnivån vara udda, när den är jämn sägs flygnivån vara jämn, oberoende av om siffran längst till höger är 0 eller 5. FL065 är således en jämn flygnivå och FL130 en udda.
All flygning österut, på kurser från 360 grader (eller 000 grader) till 179 grader, sker på udda flygnivåer. All flygning västerut, på kurser från 180 grader till 359 grader, sker på jämna flygnivåer. Detta kallas för halvcirkelregeln. Ett steg på FL-skalan i Europa motsvarar 500 fot.
Exempel: FL 230 är en flygning enligt IFR österut på 23 000 fot. FL85 är en flygning enligt VFR västerut på 8 500 fot.
I Europa börjar vanligen flygnivåer 3 000 fot över marken. I USA finns inga flygnivåer alls under 18 000 fot över havet. Där får flygning på flygnivå enbart ske enligt regler för IFR.